# أرتون (شركة)
أرتون (بالإنجليزية: Artoon)، هي شركة يابانية سابقة، كانت الشركة قامت بإنتاج وتطوير ألعاب الفيديو، تأسست سنة 1999، وأعلنت حلها سنة 2010، وكانت مقر الشركة في مدينة يوكوهاما اليابانية.